# Гусев, Денис Владимирович
Денис Владимирович Гусев (род. 26 декабря 1976, Архангельск, РСФСР, СССР) — российский политик, сенатор Совета Федерации Федерального собрания РФ — представитель в СФ ФС РФ от исполнительного органа государственной власти Ненецкого автономного округа с 14 сентября 2020 года. Член Комитета Совета Федерации по федеративному устройству, региональной политике, местному самоуправлению и делам Севера.
Секретарь Ненецкого регионального отделения партии «Единая Россия» (23 декабря 2016 — 3 декабря 2021).
С 3 октября 2019 года также являлся председателем городского Совета Нарьян-Мара.
Из-за поддержки российской агрессии во время российско-украинской войны находится под персональными международными санкциями.

## Биография
Денис Гусев — чемпион Архангельской области по боксу 1995 года.
В 1999 году окончил Поморский государственный университет по специальности «учитель истории и социально-политических дисциплин», в 2014 году получил второе высшее образование в Северном (Арктическом) федеральном университетепо специальности «инженер».
С 1999 года по 2000 год служил в Архангельской таможне. С 2000 года по октябрь 2019 года работал в дочерних структурах компании «ЛУКОЙЛ» в Нарьян-Маре.
В 2012 году был занял освободившееся после перехода Натальи Кардаковой в Собрание депутатов НАО, место депутата Совета Заполярного района второго созыва. В сентябре 2013 года — был избран депутатом Архангельского областного Собрания депутатов шестого созыва.
С 7 октября 2015 года по 2 февраля 2016 года — был секретарём местного отделения партии «Единая Россия», МО "Городской округ «Город Нарьян-Мар». 23 декабря 2016 года на XXII Региональной конференции Денис Гусев избран секретарем Ненецкого регионального отделения партии «Единая Россия».
8 сентября 2019 года был избран депутатом городского Совета Нарьян-Мара четвёртого созыва по избирательному округу № 6 («Портовый»). 3 октября 2019 на первой организационной сессии горсовета избран его председателем .
В 2004 году Денис Гусев учредил Федерацию бокса Ненецкого автономного округа, до 2019 года был её руководителем.
Из-за поддержки российской агрессии и нарушения территориальной целостности Украины во время российско-украинской войны находится под персональными международными санкциями всех стран Европейского союза, Великобритании, Соединенных Штатов Америки, Канады, Швейцарии, Австралии, Украины, Новой Зеландии.

## Семья
Женат, имеет троих детей.

### Недвижимость
Обладает восьмью индивидуальными гаражами (400 м²). Есть несколько квартир 73.4 м² и 117.2 м². На супругу записано четыре квартиры, на ребёнка записано четыре квартиры.